# Caterina di Pomerania-Wolgast
Caterina di Pomerania-Wolgast (1465 – 1526) figlia di Eric II di Pomerania-Wolgast, e quindi appartenente al casato dei Greifen, e di Sofia di Pomerania-Stolp fu Duchessa di Brunswick-Lüneburg come moglie di Enrico IV di Brunswick-Lüneburg.
Da questo matrimonio nacquero 9 figli:
- Cristoforo, arcivescovo di Brema (circa 1487 - 1558)
- Caterina, moglie di Magnus I, duca di Sassonia-Lauenburg
- Enrico, duca di Brunswick-Lüneburg con il nome di Enrico V
- Francesco, vescovo di Minden (c. 1492 - 1529)
- Giorgio, arcivescovo di Brema (1494-1566)
- Eric (c. 1500 - 1553), cavaliere dell'Ordine Teutonico
- Guglielmo (? - c. 1557), cavaliere dell'Ordine Teutonico
- Elisabetta, badessa di Steterburg
- Giovanni (morto infante)

Fu la mecenate di Eucario Rodione, che le dedicò Der Rosengarten, uno studio sul parto.

## Ascendenza
|                                                                           |                                                                          |                                            | Genitori                                    |  |  | Nonni |  |  | Bisnonni                                |  |  | Trisnonni                                 |  |
|                                                                           |                                                                          |                                            |                                             |  |  |       |  |  | Barnim VI, VI duca di Pomerania-Wolgast |  |  | Vartislao VI, V duca di Pomerania-Wolgast |  |
|                                                                           |                                                                          |                                            |                                             |  |  |       |  |  | Barnim VI, VI duca di Pomerania-Wolgast |  |  | Vartislao VI, V duca di Pomerania-Wolgast |  |
|                                                                           |                                                                          | Anna di Meclemburgo-Stargard               |                                             |  |  |       |  |  | Barnim VI, VI duca di Pomerania-Wolgast |  |  |                                           |  |
| Vartislao IX, VII duca di Pomerania-Wolgast                               |                                                                          |                                            |                                             |  |  |       |  |  | Barnim VI, VI duca di Pomerania-Wolgast |  |  |                                           |  |
|                                                                           |                                                                          | Veronica di Norimberga                     | Federico V, XII burgravio di Norimberga     |  |  |       |  |  |                                         |  |  |                                           |  |
|                                                                           |                                                                          | Veronica di Norimberga                     | Federico V, XII burgravio di Norimberga     |  |  |       |  |  |                                         |  |  |                                           |  |
|                                                                           |                                                                          | Veronica di Norimberga                     | Elisabetta di Meißen                        |  |  |       |  |  |                                         |  |  |                                           |  |
| Eric II, VIII duca di Pomerania-Wolgast e X duca di Pomerania-Stettino    |                                                                          | Veronica di Norimberga                     |                                             |  |  |       |  |  |                                         |  |  |                                           |  |
|                                                                           |                                                                          | Eric IV, I duca di Sassonia-Lauenburg      | Eric II, III duca di Ratzeburg-Lauenburg    |  |  |       |  |  |                                         |  |  |                                           |  |
|                                                                           |                                                                          | Eric IV, I duca di Sassonia-Lauenburg      | Eric II, III duca di Ratzeburg-Lauenburg    |  |  |       |  |  |                                         |  |  |                                           |  |
|                                                                           |                                                                          | Eric IV, I duca di Sassonia-Lauenburg      | Agnese di Holstein-Plön                     |  |  |       |  |  |                                         |  |  |                                           |  |
| Sofia di Sassonia-Lauenburg                                               |                                                                          | Eric IV, I duca di Sassonia-Lauenburg      |                                             |  |  |       |  |  |                                         |  |  |                                           |  |
|                                                                           |                                                                          | Sofia di Brunswick-Wolfenbüttel            | Magnus II, V duca di Brunswick-Wolfenbüttel |  |  |       |  |  |                                         |  |  |                                           |  |
|                                                                           |                                                                          | Sofia di Brunswick-Wolfenbüttel            | Magnus II, V duca di Brunswick-Wolfenbüttel |  |  |       |  |  |                                         |  |  |                                           |  |
|                                                                           |                                                                          | Sofia di Brunswick-Wolfenbüttel            | Caterina di Anhalt-Bernburg                 |  |  |       |  |  |                                         |  |  |                                           |  |
| Boghislao X, IX duca di Pomerania-Wolgast e XI duca di Pomerania-Stettino |                                                                          | Sofia di Brunswick-Wolfenbüttel            |                                             |  |  |       |  |  |                                         |  |  |                                           |  |
|                                                                           | Boghislao VIII, V duca di Pomerania-Stolp e I duca di Pomerania-Stargard | Boghislao V, III duca di Pomerania-Wolgast |                                             |  |  |       |  |  |                                         |  |  |                                           |  |
|                                                                           | Boghislao VIII, V duca di Pomerania-Stolp e I duca di Pomerania-Stargard | Boghislao V, III duca di Pomerania-Wolgast |                                             |  |  |       |  |  |                                         |  |  |                                           |  |
|                                                                           | Boghislao VIII, V duca di Pomerania-Stolp e I duca di Pomerania-Stargard | Adelaide di Brunswick-Grubenhagen          |                                             |  |  |       |  |  |                                         |  |  |                                           |  |
| Boghislao IX, VI duca di Pomerania-Stolp e II duca di Pomerania-Stargard  | Boghislao VIII, V duca di Pomerania-Stolp e I duca di Pomerania-Stargard |                                            |                                             |  |  |       |  |  |                                         |  |  |                                           |  |
|                                                                           |                                                                          | Sofia di Holstein-Rendsburg                | Enrico II, III conte di Holstein-Rendsburg  |  |  |       |  |  |                                         |  |  |                                           |  |
|                                                                           |                                                                          | Sofia di Holstein-Rendsburg                | Enrico II, III conte di Holstein-Rendsburg  |  |  |       |  |  |                                         |  |  |                                           |  |
|                                                                           |                                                                          | Sofia di Holstein-Rendsburg                | Ingeborg di Meclemburgo-Schwerin            |  |  |       |  |  |                                         |  |  |                                           |  |
| Sofia di Pomerania-Stolp                                                  |                                                                          | Sofia di Holstein-Rendsburg                |                                             |  |  |       |  |  |                                         |  |  |                                           |  |
|                                                                           |                                                                          | Siemowit IV, XVII duca di Masovia          | Siemowit III, XVI duca di Masovia           |  |  |       |  |  |                                         |  |  |                                           |  |
|                                                                           |                                                                          | Siemowit IV, XVII duca di Masovia          | Siemowit III, XVI duca di Masovia           |  |  |       |  |  |                                         |  |  |                                           |  |
|                                                                           |                                                                          | Siemowit IV, XVII duca di Masovia          | Eufemia di Opava                            |  |  |       |  |  |                                         |  |  |                                           |  |
| Maria di Masovia                                                          |                                                                          | Siemowit IV, XVII duca di Masovia          |                                             |  |  |       |  |  |                                         |  |  |                                           |  |
|                                                                           |                                                                          | Alessandra di Lituania                     | Algirdas, XII granduca di Lituania          |  |  |       |  |  |                                         |  |  |                                           |  |
|                                                                           |                                                                          | Alessandra di Lituania                     | Algirdas, XII granduca di Lituania          |  |  |       |  |  |                                         |  |  |                                           |  |
|                                                                           |                                                                          | Alessandra di Lituania                     | Uliana di Tver'                             |  |  |       |  |  |                                         |  |  |                                           |  |
|                                                                           |                                                                          | Alessandra di Lituania                     |                                             |  |  |       |  |  |                                         |  |  |                                           |  |